# Great Glen (Leicestershire)
Great Glen es una localidad situada en el distrito de Harborough, Leicestershire, Inglaterra (Reino Unido). Según el censo de 2011, tiene una población de 3662 habitantes.
Se encuentra al oeste de la región Midlands del Este, cerca de la frontera con la región de Midlands del Oeste, de la autoridad unitaria de Leicester y de los montes Peninos.
La localidad está ubicada a unos 11 kilómetros al sureste del centro de la ciudad de Leicester.